# San Bartolo del Llano
San Bartolo del Llano är en stad i Mexiko, tillhörande kommunen Ixtlahuaca i den västra delen av delstaten Mexiko. San Bartolo del Llano hade 12 227 invånare vid folkräkningen 2010 och är det folkrikaste samhället i kommunen.